# Cambodgiens
Khmers
Pour les articles homonymes, voir Cambodgien et Khmer (homonymie).
Cette page contient des caractères spéciaux ou non latins. S’ils s’affichent mal (▯, ?, etc.), consultez la page d’aide Unicode.
Les Cambodgiens, ou Khmers, sont les habitants du Cambodge.
Ce sont les descendants de l'Empire khmer (ou « empire d'Angkor » ou « Cambodge impérial ») qui a dominé la péninsule indochinoise du IXe au XIIIe siècle,. 
Ils ont bâti, au fil des siècles, une civilisation riche et fascinante dont l'originalité ne se limite pas aux temples d’Angkor mais s’exprime également à travers la gestuelle (le sâmpeah, le salut cambodgien), les cérémonies, les rituels, les techniques magiques (les tatouages de protection) et thérapeutiques (le grattage avec une pièce de monnaie), l’artisanat (laque, argenterie, soie, céramique), le dressage des éléphants, la gastronomie, les jeux (les échecs khmers), les sports (la boxe khmère, les courses de pirogues), la musique, les arts de la scène (le grand théâtre d’ombres, le Ballet royal), la littérature (classique et populaire).
Beaucoup de ces éléments culturels sont connus en Occident sous leur forme dérivée thaïe ou siamoise (le salut, le massage, les tatouages, la boxe, les échecs, la musique, la danse, l'alphabet, etc.).

## Définition
On utilise souvent le mot « khmer » (ខ្មែរ /kʰmae/) pour désigner le groupe ethnique majoritaire (90 %), réservant le mot « cambodgien » (កម្ពុជា /kampuʔcie/) pour désigner les citoyens du Cambodge pris dans leur ensemble (en incluant les minorités). Mais les Khmers se définissent eux-mêmes ethniquement et culturellement par les deux termes. Le mot « cambodgien » (កម្ពុជា /kampuʔcie/), s'il est plus souvent utilisé dans un cadre étatique ou administratif, n'en signifie pas moins « issu de la race (/cie/) de Kambu /kampuʔ/ » et renvoie à l'origine mythique des Khmers, nés de l'union de Kambu, prince ou  ermite indien avec une nymphe ou une princesse nâgî indigène du nom de Merâ (l'épigraphiste George Cœdès a d'ailleurs émis l'hypothèse que le mot « khmer » vienne de l'association des deux noms : K[ambu]+Mer[â]),.
Cette double dénomination khmer/cambodgien peut parfois induire en erreur et laisser penser qu’il s’agit de deux peuples distincts.
D'importantes minorités khmères vivent également dans les pays voisins du Cambodge dont elles sont la population autochtone, notamment les « Khmers Surin » en Thaïlande dans la région de l'Isan et les Khmers Krom (« les Khmers d'En-bas ») au Viêt Nam, dans le delta du Mékong, territoire que les Cambodgiens continuent d'appeler le  « Cambodge d'En-bas » (កម្ពុជាក្រោម /kampuʔcie kraom/).
Leur langue, le khmer ou le cambodgien, fait partie de la branche môn-khmer des langues austroasiatiques. Son lexique a profondément subi l'influence des langues indiennes (sanskrit et pali). Elle s'écrit au moyen de l'alphabet khmer, un alphasyllabaire monocaméral d'origine indienne.
La première inscription connue en langue khmère date de 611 (piédestal d'Angkor Borei, K600), plus de deux siècles avant la première attestation écrite du français (les Serments de Strasbourg, 14 février 842).
La majorité des Khmers observent une forme particulière du bouddhisme theravāda, à laquelle sont mêlés des éléments de l'hindouisme brahmaniste, de l'animisme et du culte des ancêtres.

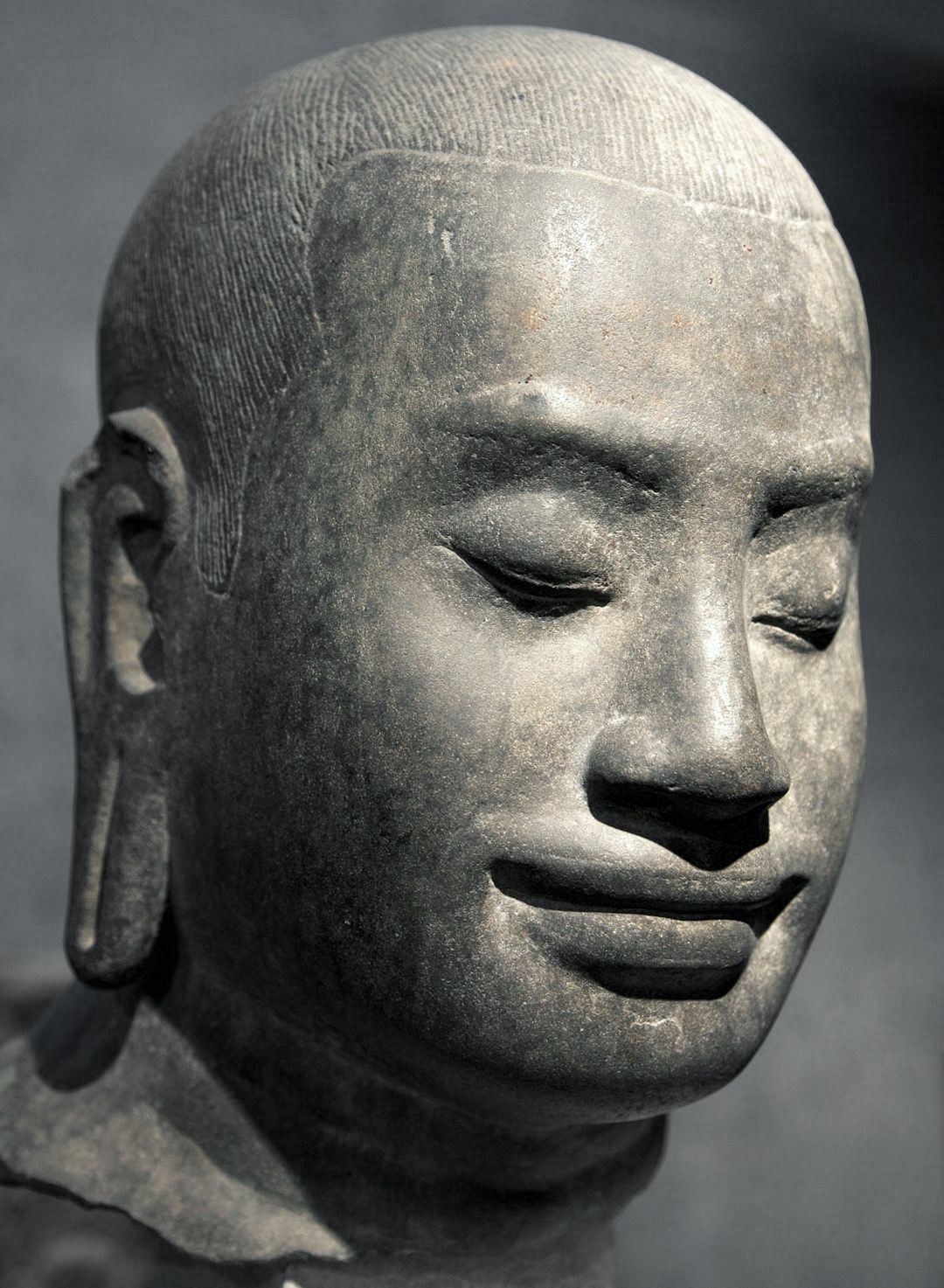
Visage présumé du grand roi Jayavarman VII.
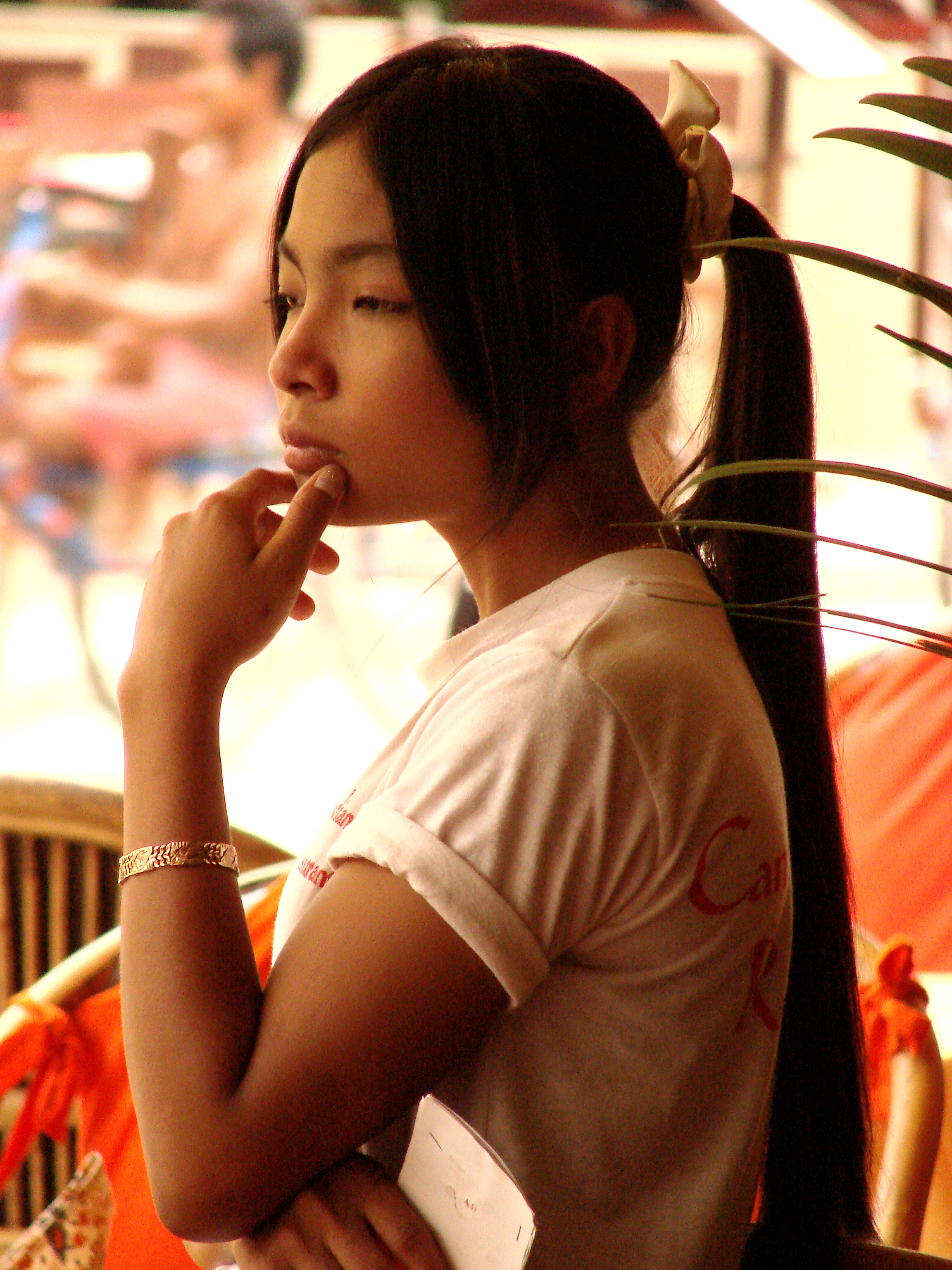
Serveuse dans un restaurant de Siem Reap.
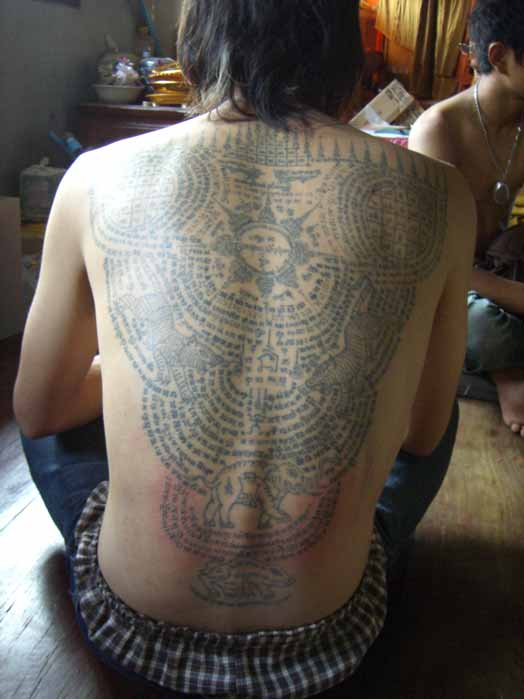
Tatouage yantra de protection.
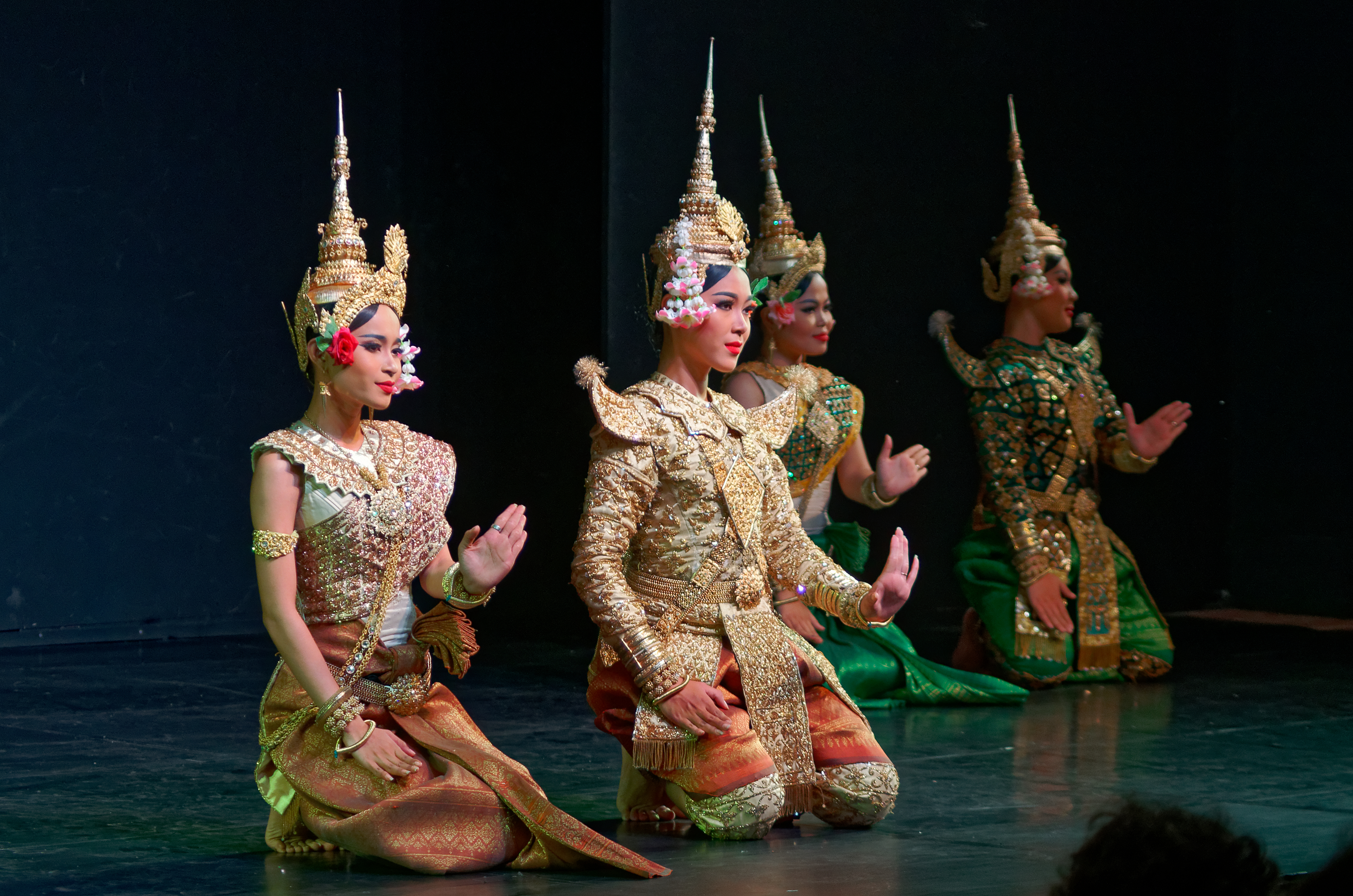
Danseuses du Ballet royal du Cambodge.
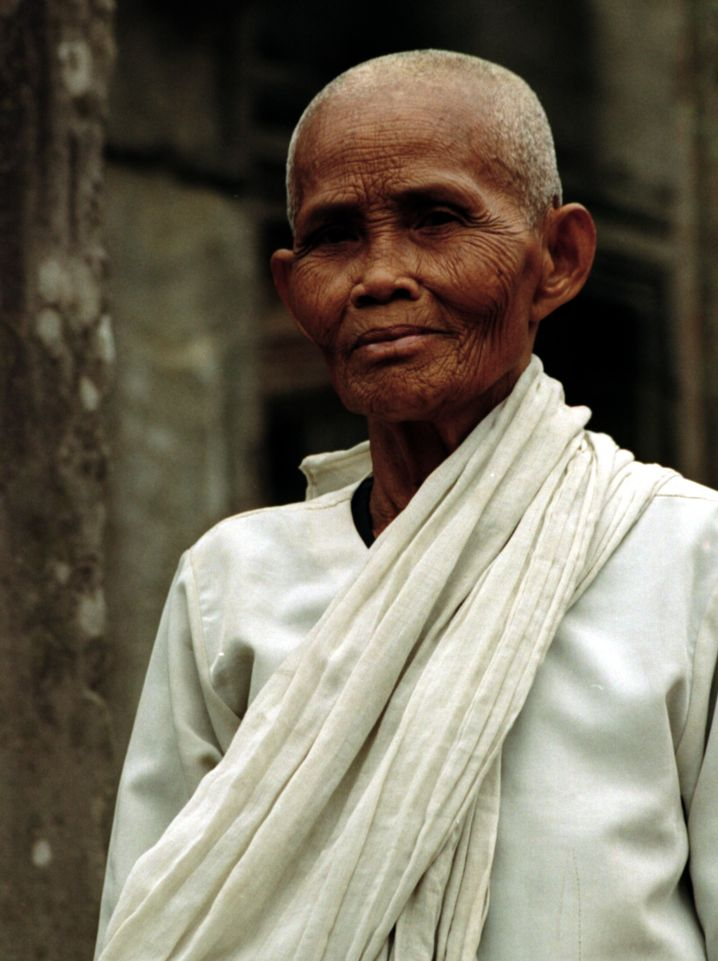
Nonne cambodgienne.
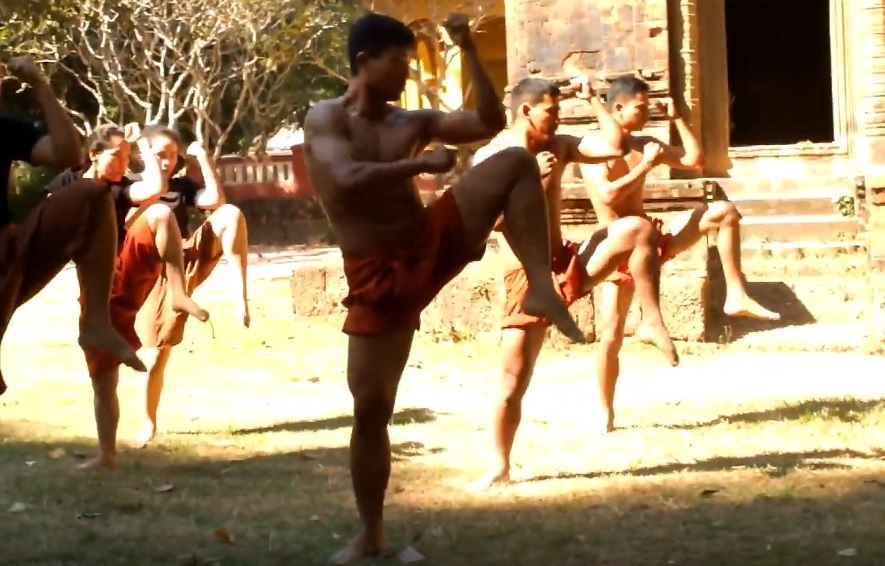
Boxe traditionnelle.
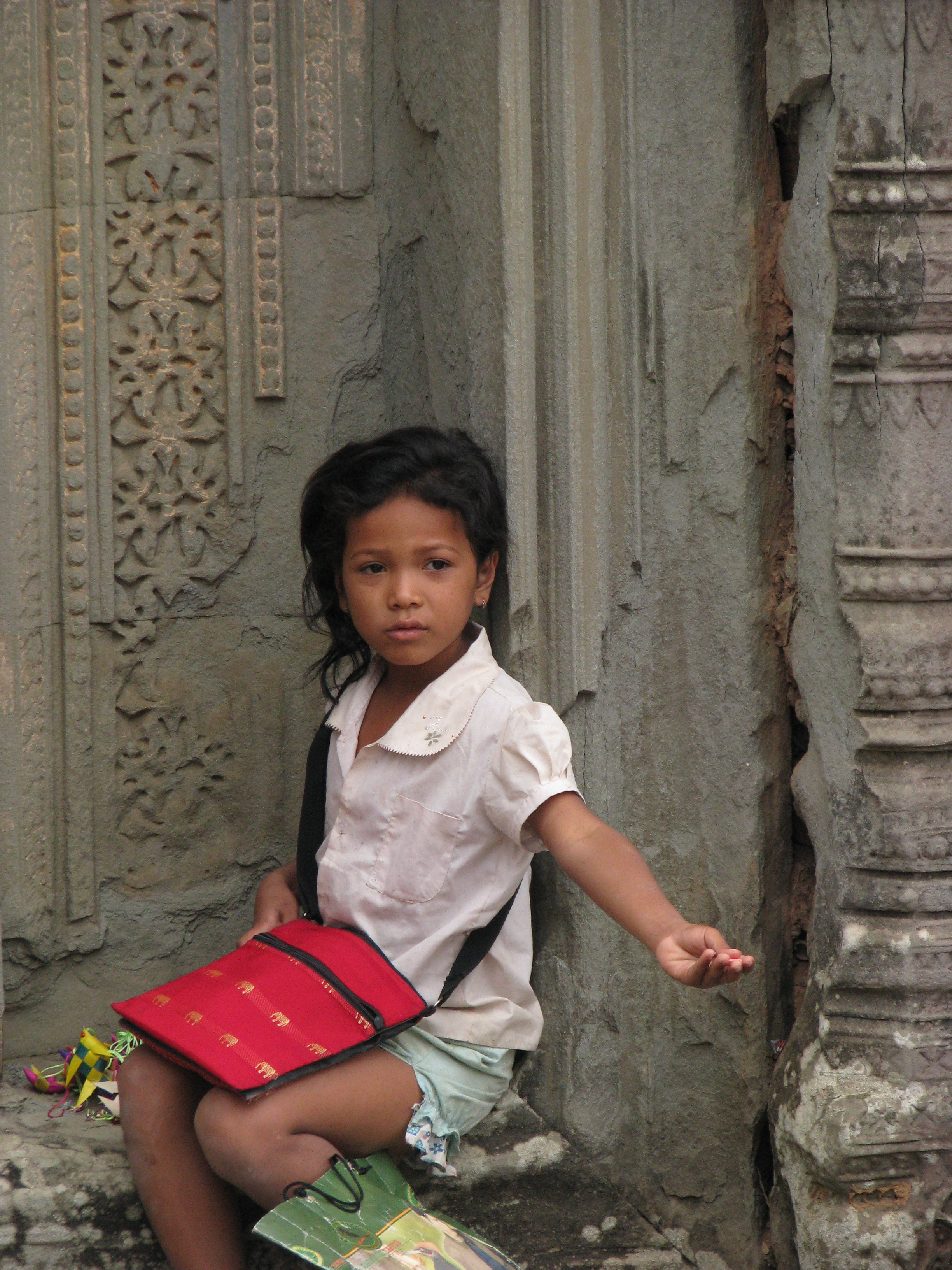
Enfant khmère au pied d'un temple d'Angkor.

## Mésusage du terme «Khmer»
Certains Français utilisent à tort le mot Khmer pour dire Khmer rouge. D’autres vont même jusqu'à se servir du mot Khmer, dans le débat politique hexagonal, pour désigner un individu despotique et cruel ou un groupe extrémiste sans pitié (Éric Woerth : « Macron a un comportement indigne, un comportement de Khmer »). On voit fleurir ici et là des Khmers verts (certains écologistes radicaux), des Khmers blancs (chantres de la « dictature sanitaire »), des Khmers noirs (le FPR rwandais, pour certains militaires français de l'opération Turquoise), des Khmers roses (homosexuels ou gay-friendly avec des idées extrêmes), des Khmers bleus (extrémistes conservateurs), etc. Cette utilisation fautive (cela équivaut à dire Allemand pour nazi) blesse profondément les Khmers francophones et suscite à chaque fois les protestations les plus vives de la part de membres éminents de la diaspora cambodgienne en France.